# Краткая хроника баварского анонима
Краткая хроника баварского анонима (лат. Anonymi Bavari breve Chronicon) — хронологические заметки Андреаса Регенсбургского за 1396—1418 гг., согласно Лейдингеру собранные не из одного определенного, но из различных источников.
Хроника описывает события истории средней Европы, в том числе Польши, Голландии, Бургундии, Германии, Австрии, Баварии, Богемии, Тевтонского ордена, и некоторых других стран.

## Источник
- Geschichtsquellen des deutschen Mittelalters  Архивировано 17 апреля 2012 года.